# دانيال جاي باريت
دانيال جاي باريت (بالإنجليزية: Daniel J. Barrett)‏ هو عالم حاسوب أمريكي، ولد في 6 نوفمبر 1963.

## وصلات خارجية
- دانيال جاي باريت على موقع ديسكوغز (الإنجليزية)